# Abu ul-Hasan ben Uthmán
Abu ul-Hasan ‘Alí ibn ‘Uthmán (en árabe: أبو الحسن علي بن عثمان, ’abū ul-ḥasan ‘alīy ben ‘uṯmān) (1297-24 de mayo de 1351) fue un sultán de la dinastía meriní que reinó en Marruecos entre los años 1331 y 1351, al suceder a su padre Abu Saíd Uthmán.
Con el fin de expulsar a los cristianos de la península ibérica, atacó por mar; obtuvo una gran victoria naval y se apoderó luego de Gibraltar y Algeciras en 1333, aunque pocos años más tarde, en 1340, tropas aliadas de Alfonso XI de Castilla y Alfonso IV de Portugal lo derrotaron por tierra en la batalla del Salado. 
En su expansión hacia el este del norte de África, conquistó tras un sitio de tres años la estratégica ciudad de Tremecén, situada en el norte en Argelia, en 1337 y Túnez en 1347, pero fue derrotado al año siguiente por una confederación de diversas tribus árabes; huyó por mar hasta Argelia, donde se enfrentó a una rebelión liderada por su hijo Abu Inán Faris.
Abdicó a su favor y se retiró a la cordillera del Atlas en Marruecos, donde murió por una infección.
| Predecesor: Abu Saíd Uthmán II | Sultán Benimerín 1331-1351 | Sucesor: Abu Inán Faris |